# Calomyscus urartensis
Calomyscus urartensis (Каломіскус азербайджанський) — вид гризунів родини Хом'якові (Cricetidae).

## Поширення
Країни поширення: Іран, Азербайджан. Мешкає в скелястих гірських степах, в тому числі кам'яних розсипах з кущами і рослинністю.

## Звички
Маловивчений вид. Живе в групи або поодинці. Влітку веде тільки нічний спосіб життя, навесні і восени також денний. Харчуються в основному насінням, рідше листям і пагонами. 
Відтворення відбувається з кінця березня до початку червня. Розмір виводку: 3-5 дитинчат.

## Загрози та охорона
Немає серйозних загроз виду.

## Ресурси Інтернету
- Shenbrot, G. & Kryštufek, Б. 2008. Calomyscus urartensis [Архівовано 13 листопада 2012 у Wayback Machine.]

| Панда | Це незавершена стаття з теріології. Ви можете допомогти проєкту, виправивши або дописавши її. |